# Kocsis György (színművész)
Kocsis György (Makó, 1963. március 12. – Szeged, 2007. március 8.) magyar színész.

## Élete
Makón született, általános iskolai tanulmányait is itt végezte. A Színház- és Filmművészeti Főiskola operett-musical szakának elvégzése után, 1986-ban a Mikroszkóp Színpad, majd 1988-ban az egri Gárdonyi Géza Színház társulatának tagja lett. 1991-ben az Arany János Színházhoz szerződött, 1 év múlva az Arizona Színháznál kapott állást. 1993-tól szabad foglalkozású művészként dolgozott. 2000-től a Szegedi Nemzeti Színház társulatának vált tagjává. Jó énekesi és táncos adottságokkal rendelkezett, híres volt kiváló parodizáló képességéről. Kisemberek ábrázolásával, karakterszerepek megformálásával aratott sikert.

## Halála
Szívinfarktust kapott és bár életét bypass beavatkozással meg tudták menteni, 2007. március 8-án bekövetkezett halálában valószínűleg közrejátszott betegsége. Kollégái találtak rá a szegedi színészlakásában.

## Színházi szerepei
Kocsis György az alábbi színházi előadásokban játszott:
- Az alhangya
- Ariel, a buta szellem
- Beszélő fejek II.
- Bolha a fülbe
- Galócza
- Gyalog galopp
- Indul a bakterház
- Játék a kastélyban
- Kaviár és lencse
- La Mancha lovagja
- Levélbomba
- Marica grófnő
- Portugál színész
- Švejk
- Szentivánéji álom
- Sztárcsinálók ének
- Szurrogátum Delikátesz
- Táncórák idősebbeknek és haladóknak
- Tévedések vígjátéka
- Úrhatnám polgár
- Üvegcipő

## Televíziós szereplései
- Gálvölgyi Show (6 epizód)
- Zsaruvér és Csigavér I.: A királyné nyakéke (2001)
- TV a város szélén (1998) (sorozat)
- Frici, a vállalkozó szellem (1993) (sorozat)

## Filmszerepei
- Az elvarázsolt dollár (1985)
- Az igazi Mikulás (2005)
- Lopott képek (2006)

## Szinkronszerepei
| Év   | Cím                             | Eredeti cím                    | Szerep                | Színész           |
| ---- | ------------------------------- | ------------------------------ | --------------------- | ----------------- |
| 2000 | 102 kiskutya                    | One hundred and two dalmatians | Alonzo                | Tim McInnerny     |
| 1997 | Spermafióka                     | Orgazmo                        | Clark                 | Ron Jeremy        |
| 1978 | Pomádé                          | Grease                         | Sonny                 | Michael Tucci     |
| 1994 | Ponyvaregény                    | Pulp Fiction                   | Paul                  | Paul Calderon     |
| 1995 | Toy Story – Játékháború         | Toy Story                      | Guba                  | John Ratzenberger |
| 1995 | Garfield és barátai             | Garfield and friends           | Bari (1. évad)        | Alex Velleman     |
| 1996 | 101 kiskutya                    | One hundred and one dalmatians | Alonzo                | Tim McInnerny     |
| 1987 | A szakasz                       | Platoon                        | Gardner               | Bob Orwig         |
| 1995 | Sliders                         | Sliders                        | Maximillian P. Arturo | John Rhys-Davies  |
| 1995 | Die Hard – Az élet mindig drága | Die Hard 3                     | Charles Weiss         | Kevin Chamberlin  |
| 1998 | Focitörténelem                  | Football Stories               | Mac                   |                   |

## Emlékezete
- A Szegedi Nemzeti Színház egyik bérletének csomagját a színművészről nevezték el.[2]
- Makón emlékfát ültettek tiszteletére a Makói Általános Iskola Bartók épületében; az iskolának a színművész is növendéke volt.[3]